# Karl Imhoff
Karl Imhoff (Mannheim, 7 aprile 1876 – Essen, 28 settembre 1965) è stato un ingegnere e inventore tedesco, noto principalmente per essere stato un pioniere nel trattamento delle acque reflue.

## Opera
Karl Imhoff fu la forza trainante nello sviluppo e nell'invenzione degli apparati tecnici e dei metodi del trattamento delle acque reflue (e fanghi attivi). Imhoff provvide non solo innovazioni tecniche, ma anche congegnò regole derivanti dall'esperienza nel trattamento delle acque reflue. Nel 1906 scrisse il libro "Taschenbuch der Stadtentwässerung" (Manuale di Drenaggio Urbano), che a tutt'oggi è in ristampa. Nella sua storia centennale, il libro è stato tradotto in 20 lingue.
Dal 1906 Imhoff lavorò per la società Emscher in qualità di Responsabile dell'Ufficio Aque Reflue. Nel 1907, sviluppò la fontana Emscher, con un trattamento di digestione anaerobica dei fanghi.
Dal 1922 al 1934, Imhoff fu Amministratore Delegato della Ruhrverband, dove pianificò cinque dighe nella Ruhr fino a che non fu rimpiazzato dai Nazisti.
Il 10 maggio 1948, fu su sua iniziativa e del direttore dell'Associazione della Ruhr, Max Prüss, che fu fondata a Düsseldorf la "Abwassertechnische Vereinigung e.V. (ATV)" ora chiamata "Deutsche Vereinigung für Wasserwirtschaft, Abwasser und Abfall" (DWA). Imhoff già a quel tempo aveva la più grande capacità di gestione Acque Reflue di tutta la Germania.

## Onorificenze
Imhoff ricevette la laurea ad honorem dal Karlsruher Institut für Technologie, Stuttgart ed Aachen. Ha ricevuto nel 1953, la Grande Croce al merito della Repubblica Federale di Germania e nel 1959 albo d'onore "Bunsen - Pettenkofer". Questa onorificenza, conferita dall'associazione DVGW (Deutsche Vereinigung des Gas- und Wasserfaches) premia gli individui che abbiano promosso in maniera eccellent il trattamenti di aque reflue o acque chiare in maniere scientifiche o practiche che meritano. L'associazione è stata fondata a Mainz il 12 giugno 1900.
Il Premio da 10.000 euro Karl Imhoff Award viene donato in riconoscimento dei grandi meriti ed a perenne ricordo del suo lavoro. Viene patrocinato dalla DWA - pluripremiata Associazione Tedesca per gestione Acque Chiare, Acque Reflue, e per la promozione del lavoro scientifico sempre nel campo dei Sistemi delle acque reflue, ricerche prominenti, tesi di laurea o prove d'esame.

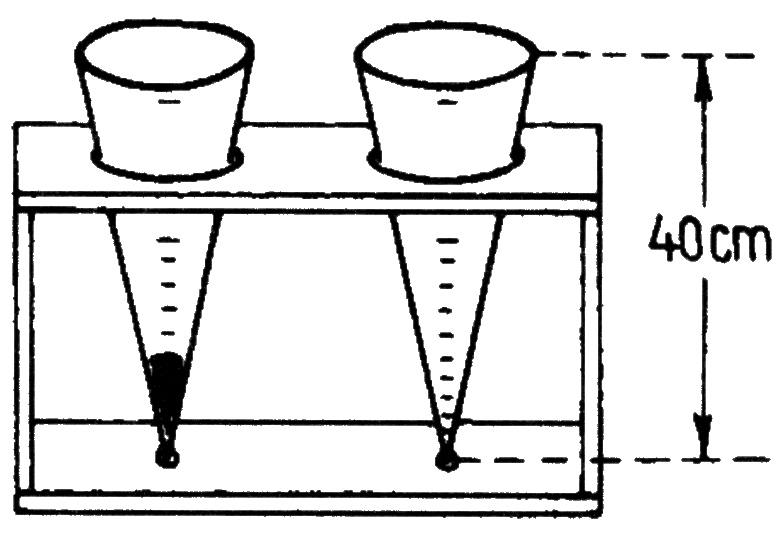
Coni Imhoff: per determinare la quantità di solidi sedimentabili nelle acque reflue

La Vasca Imhoff, è largamente usata per il trattamento delle acque reflue, ed i coni Imhoff per determinare la quantità di solidi sedimentabili nelle acque reflue.
Ad Hannover, Langenhagen, Mannheim, Schleswig e Straubing vi sono strade intitolate allo scienziato.

## Pubblicazioni (selezione)
- Taschenbuch der Stadtentwässerung. R. Oldenbourg Verlag, München, 1906.
  - 30. Auflage (zum 100jährigen Jubiläum der Erstauflage), Oldenbourg Industrieverlag, München 2006. ISBN 3-8356-3094-6.
  - English edition: Karl Imhoff's Handbook of Urban Drainage and Wastewater Disposal. Wiley, New York 1989, ISBN 0-471-81037-1.
- (Con G. M. Fair): Sewage treatment. John Wiley & Sons, New York, 1949.
- (Con W. J. Müller, D. K. B. Thistlethwayte): Disposal of Sewage and other Water-borne Wastes. 2nd Edition, Butterworths, London, 1971.

## Letteratura
- (DE) William Husmann, Imhoff, Karl, in Neue Deutsche Biographie, vol. 10, Berlin, Duncker & Humblot, 1974, ISBN 3-428-00191-5,  pp. 153   s. (online).
- Herbert Ricken: Memory of Karl Imhoff (1876-1965) In. Construction technology, 78 Class of 2001, No. 5 (May 2001), p #.
- Hans-Erhard Lessing: pioneers Mannheimer Wellhöfer-Verlag, Mannheim 2007th.